# Suiza en los Juegos Olímpicos de Londres 1948
Suiza estuvo representada en los Juegos Olímpicos de Londres 1948 por un total de 181 deportistas que compitieron en 19 deportes.  
El portador de la bandera en la ceremonia de apertura fue el atleta Armin Scheurer.

## Medallistas
El equipo olímpico suizo obtuvo las siguientes medallas:
| Nombre | Deporte            | Competición                      |
| --- | ------------------ | -------------------------------- |
| Oro |                    |                                  |
| Josef Stalder | Gimnasia artística | Barra fija M                     |
| Michael Reusch                                                                                                   | Gimnasia artística | Paralelas M                      |
| Karl Frei | Gimnasia artística | Anillas M                        |
| Hans Moser (Hummer)                                                                                              | Hípica             | Doma ind.                        |
| Emil Grünig | Tiro               | Rifle en tres posiciones 300 m M |
| Plata |                    |                                  |
| Gaston Godel | Atletismo          | 50 km marcha M                   |
| Oswald Zappelli                                                                                                  | Esgrima            | Espada ind. M                    |
| Walter Lehmann                                                                                                   | Gimnasia artística | Concurso completo ind. M         |
| Walter Lehmann                                                                                                   | Gimnasia artística | Barra fija M                     |
| Michael Reusch                                                                                                   | Gimnasia artística | Anillas M                        |
| Karl Frei Christian Kipfer Walter Lehmann Robert Lucy Michael Reusch Josef Stalder Emil Studer Melchior Thalmann | Gimnasia artística | Concurso completo por eqs. M     |
| Fritz Stöckli | Lucha libre        | 87 kg M                          |
| Hans Kalt Josef Kalt                                                                                             | Remo               | Dos sin timonel (M2-) M          |
| Rudolf Reichling Erich Schriever Émile Knecht Peter Stebler André Moccand (t)                                    | Remo               | Cuatro con timonel (M4+) M       |
| Rudolf Schnyder                                                                                                  | Tiro               | Pistola 50 m M                   |
| Bronce |                    |                                  |
| Fritz Schwab | Atletismo          | 10 km marcha M                   |
| Christian Kipfer                                                                                                 | Gimnasia artística | Paralelas M                      |
| Josef Stalder | Gimnasia artística | Paralelas M                      |
| Adolf Müller | Lucha libre        | 62 kg M                          |
| Hermann Baumann                                                                                                  | Lucha libre        | 67 kg M                          |